# NGC 7544
NGC 7544 é uma galáxia lenticular (S0) localizada na direcção da constelação de Pisces. Possui uma declinação de -02° 11' 56" e uma ascensão recta de 23 horas, 14 minutos e 56,9 segundos.
A galáxia NGC 7544 foi descoberta em 18 de Novembro de 1864 por Albert Marth.